# Червоне м'ясо

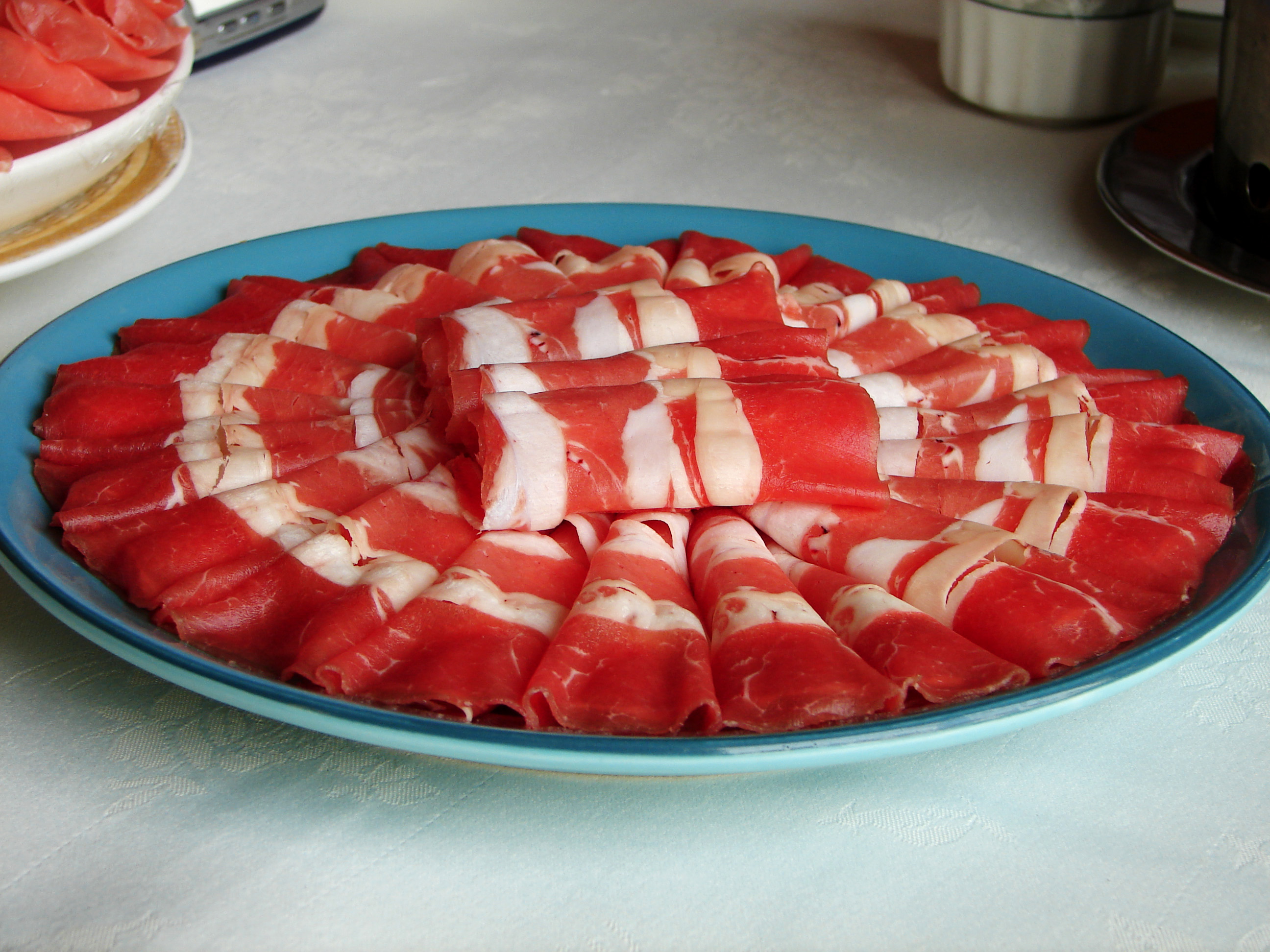
Тонконарізана яловичина

Червоне м'ясо — м'ясо ссавців та птахів, що має червоні відтінки через наявність білка міоглобіну.

## Зміст речовин
| М'ясо           | Міоглобін   | Категорія м'яса |
| --------------- | ----------- | --------------- |
| Куряча грудка   | 0.005 %     | Біле м'ясо      |
| Куряче стегно   | 0.18-0.20 % | Темне м'ясо     |
| Баранина        | 0.4—0.7 %   | Червоне м'ясо   |
| Свинина         | 0.10—0.30 % | Червоне м'ясо   |
| Телятина        | 0.10—0.30 % | Червоне м'ясо   |
| Яловичина       | 0.40—1.00 % | Червоне м'ясо   |
| Стара яловичина | 1.50—2.00 % | Червоне м'ясо   |

Червоне м'ясо містить велику кількість заліза, цинку та фосфору, креатину і вітамінів (ніацин, вітамін B12, тіамін і рибофлавін). Червоне м'ясо є багатим джерелом ліпоєвої кислоти, є потужним антиоксидантом. Червоне м'ясо містить невеликі кількості вітаміну D.

## Канцерогенність
Відповідно до прес-релізу Міжнародного агентства з вивчення раку при Всесвітній організації охорони здоров'я, червоне м'ясо віднесено до категорії «швидше за все канцерогенних продуктів», а оброблене червоне м'ясо — до числа «продуктів, що викликають рак у людей»